# Le Débarquement de Cléopâtre à Tarse
Le Débarquement de Cléopâtre à Tarse est un tableau peint à l'huile sur toile par le peintre français du baroque Claude Lorrain en 1642. Il est conservé au musée du Louvre, à Paris (no inv. 4716).

## Historique de l'œuvre
Claude Lorrain est un peintre français établi en Italie. Appartenant à la période de l’art baroque, il s’inscrit dans le courant du classicisme français, dans lequel il excelle dans la peinture de paysage. Dans son œuvre, il reflète un nouveau concept dans l’élaboration du paysage en se basant sur des références classiques, le « paysage idéal », qui met en évidence une conception idéale de la Nature et du monde intérieur de l’artiste. Cette façon de traiter le paysage lui donne un caractère plus élaboré et intellectuel et devient l’objet principal de la création de l’artiste, de la mise en forme de sa conception du monde, de son interprétation de sa poésie, qui évoque un espace idéal et parfait.
Ce tableau a été commandé par le cardinal Angelo Giori, l’un des plus proches collaborateurs du pape  Urbain VIII. C’est peut-être pour cette raison que les armes de la famille Barberini apparaissent dans le tableau, le nom séculier du pape étant Maffeo Barberini. Giori commande à Claude huit œuvres entre 1638 et 1643.
En 1683, il est la propriété de Louis XIV, qui l'accroche au château de Versailles. En 1785, il passe au musée du Louvre.
La toile a subi deux ajouts de 10 cm à droite et à gauche en 1695, et a été restaurée en 1797.
Il formait un pendant avec David sacré roi par Samuel (musée du Louvre, Paris).
Il figure sous le nombre 63 dans le Liber Veritatis, le cahier de dessins où Claude faisait état de toutes ses œuvres pour éviter les falsifications.
Un dessin préparatoire de cette œuvre est conservé dans la collection du duc de Devonshire, à Chatsworth House, Derbyshire.

## Sujet
Le sujet représenté est le débarquement de Cléopâtre VII dans la ville de Tarse pour rencontrer Marc Antoine en 41 av. J.-C. Ce serait leur première rencontre, qui marquera le début d’une alliance à la fois politique et personnelle. Claude s’est probablement inspiré de la Vie d’Antoine des Vies parallèles de Plutarque.

## Description et analyse

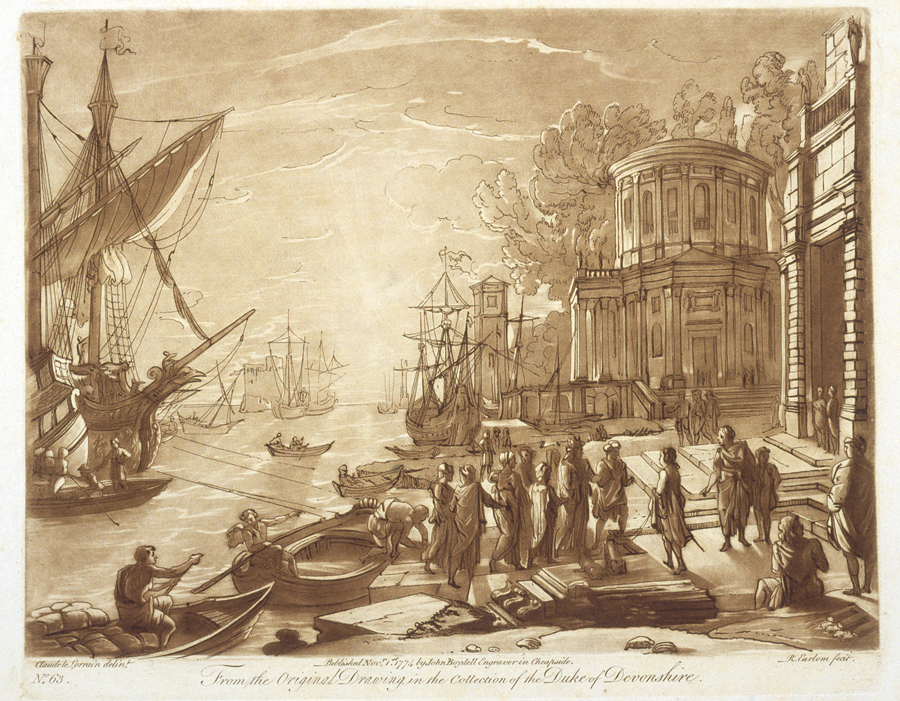
Dessin no 63 du Liber Veritatis correspondant au tableau.

Ce paysage appartient à la période de maturité de l’artiste. À cette époque, Claude est  l’un des plus célèbres peintres de paysage d’Europe, honoré par des souverains comme Urbain VIII et Philippe IV, roi d'Espagne. Dans les années 1640, il est influencé par Raphaël à travers les gravures de Marcantonio Raimondi, en particulier pour les personnages, ainsi que par Annibale Carracci et Le Dominiquin, comme dans ses œuvres Paysage avec saint Georges et le dragon (1643), Paysage avec Apollon gardant les troupeaux d’Admetus (1645) et Paysage avec Agar et l'ange (1646).
Le tableau montre un port au crépuscule, l’un des thèmes préférés de Claude. Dans la partie inférieure du tableau, Cléopâtre apparaît avec son entourage après avoir débarqué au port et est reçue par les autorités de la ville. À gauche, plusieurs bateaux, avec leurs mâts et leurs voiles occupent toute la hauteur du côté gauche du tableau. Entre ces bateaux et le port, plusieurs bateaux débarquent des passagers. Sur le côté droit, on voit la façade d’un palais de  style Renaissance et, au second plan, un autre palais, derrière lequel se dressent de grands arbres. Au fond, plusieurs bateaux s'estompent dans la lumière du coucher du soleil, avec le disque solaire dans la partie centrale de la toile. Les éléments architecturaux sont imaginaires, sans références concrètes, contrairement à d’autres toiles où l’on perçoit des édifices royaux, comme Port de mer au soleil couchant (1639, musée du Louvre, Paris) ou Port de mer avec villa Médicis (1637, musée des Offices, Florence).
Certains détails de la composition sont tirés d’œuvres antérieures de Claude, comme Le Port d'Ostie avec l'embarquement de sainte Paule (1639, musée du Prado, Madrid) et Port de mer avec l'embarquement de sainte Ursule (1641, National Gallery, Londres).

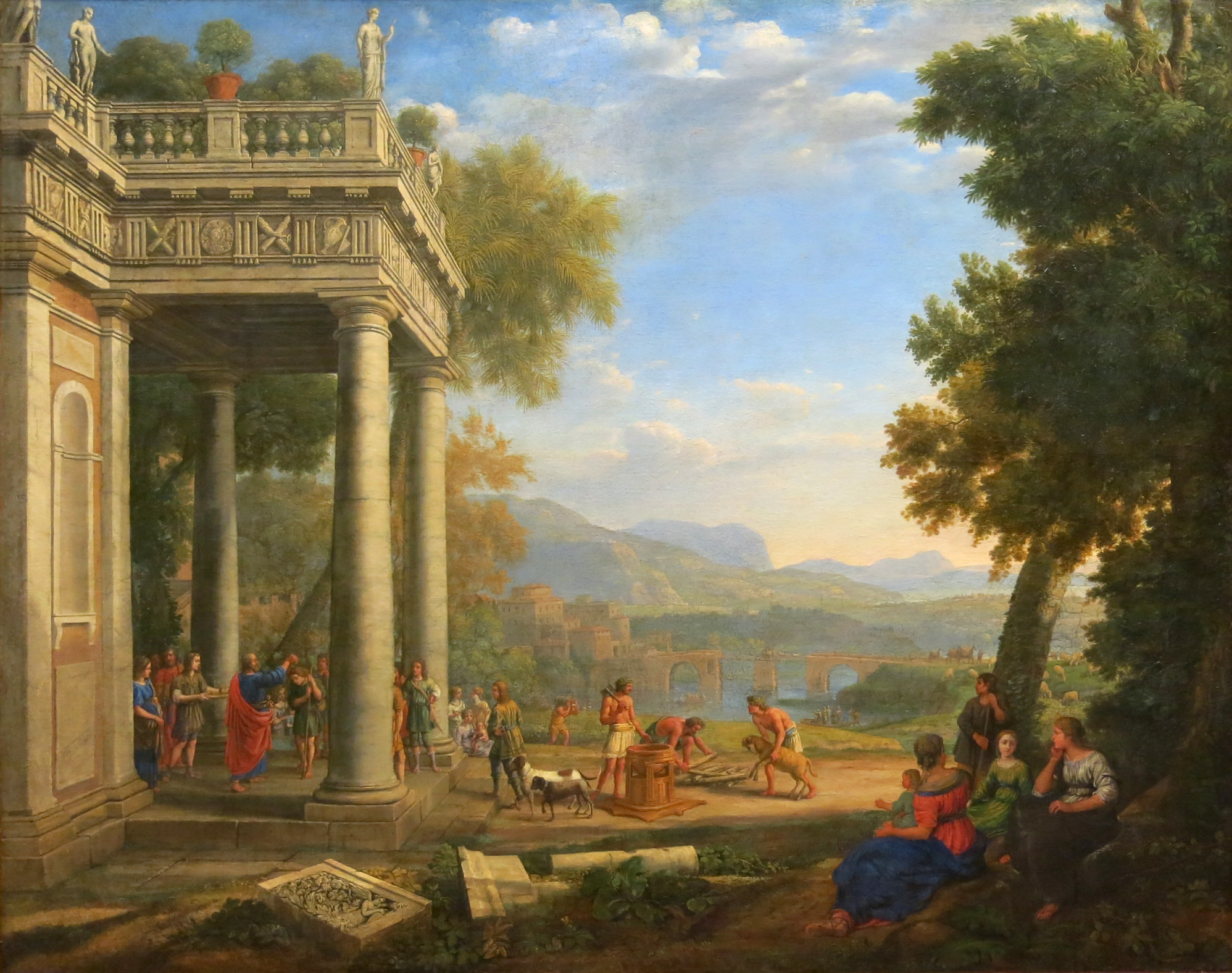
David sacré roi par le prophète Samuel, son pendant.

L’un des éléments les plus remarquables de cette œuvre est la présence du soleil : l’une des caractéristiques principales de l’œuvre de Claude est son utilisation de la lumière, non une lumière diffuse ou artificielle comme dans le naturalisme italien (Le Caravage) ou le réalisme français (Georges de La Tour, frères Le Nain), mais une lumière directe et naturelle, provenant du soleil, qu'il place au milieu de la scène, dans des levers ou des couchers de soleil qui éclairent en douceur toutes les parties du tableau, parfois en plaçant dans certaines zones d'intenses contrastes de lumières et d’ombres, qui influent sur un élément particulier pour le souligner.
Il utilise souvent la ligne d’horizon comme appui du point de fuite, disposant à cet endroit un foyer de clarté qui attire le spectateur, car cette luminosité presque aveuglante agit comme un élément focal qui rapproche le fond du premier plan. La lumière se diffuse à partir de l’arrière-plan du tableau et, en s’élargissant, elle suffit à créer une sensation de profondeur, en estompant les contours et en dégradant les couleurs pour créer l’espace du tableau. En général, Lorrain dispose la composition dans des plans successifs, où les contours s’estompent progressivement, jusqu’à se perdre dans la luminosité ambiante, produisant une sensation de distance presque infinie où le regard finit par se perdre. Il a l’habitude d’introduire le disque solaire dans les marines, dans ses scènes typiques situées dans les ports, qui servent de prétexte pour donner de l’action à la thématique figurative ; en revanche, les paysages situés dans les champs ont une lumière plus diffuse, provenant des côtés du tableau, qui baigne la scène en douceur, moins directement que dans les ports.